# Leicester Square (London Underground)

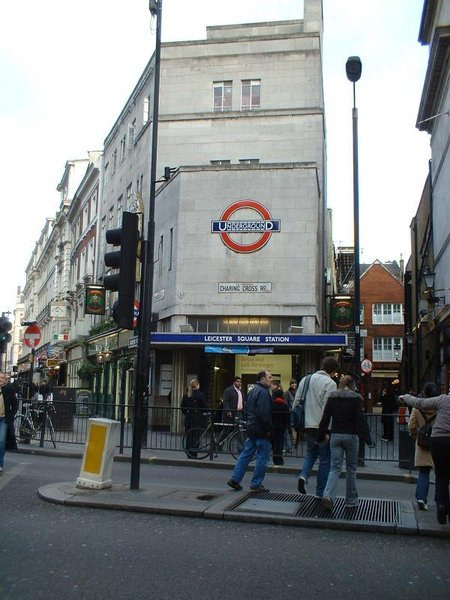
Station Leicester Square

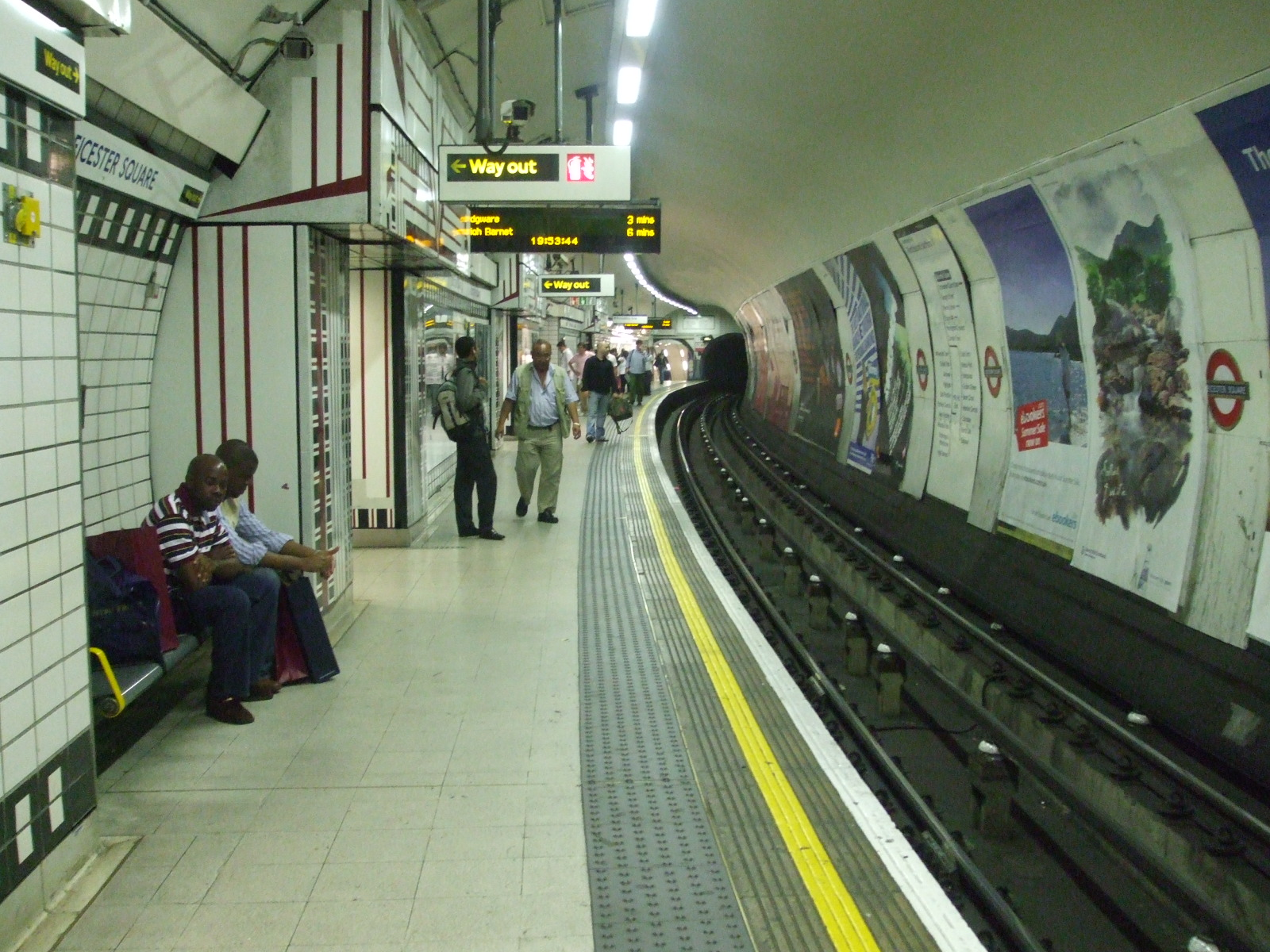
Bahnsteig

Leicester Square ist eine unterirdische Station der London Underground im Stadtbezirk City of Westminster. Sie liegt nicht am bekannten Leicester Square selbst, sondern etwa 100 Meter weiter östlich an der Kreuzung von Charing Cross Road und Cranbourne Street. Im Jahr 2013 nutzten 38,69 Millionen Fahrgäste die Station.
Die in der Travelcard-Tarifzone 1 gelegene und vom Architekten Leslie Green entworfene Station bietet eine Umsteigemöglichkeit zwischen der Northern Line und der Piccadilly Line. Auf frühen Plänen ist sie noch als Cranbourne Street eingezeichnet. Als sie jedoch am 15. Dezember 1906 durch die Great Northern, Piccadilly and Brompton Railway (Vorgängergesellschaft der Piccadilly Line) eröffnet wurde, hatten sich die Verantwortlichen bereits für den Namen des weitaus bekannteren Platzes in der Nachbarschaft entschieden. Am 22. Juni 1907 folgte die Station der Charing Cross, Euston and Hampstead Railway (heute der Charing Cross-Ast der Northern Line).
Wie alle Stationen auf dem ersten Abschnitt der Piccadilly Line besaß auch Leicester Square zu Beginn lediglich Aufzüge hinunter zu den Bahnsteigen. Da die Fahrgastfrequenz in den 1920er Jahren aufgrund der Verlängerung der Northern Line sprunghaft anstieg und mit den geplanten Verlängerungen der Piccadilly Line ein weiterer Anstieg zu erwarten war, wurde der unterirdische Teil zu Beginn der 1930er Jahre komplett umgebaut. Die Pläne für die neue Schalterhalle und die neuen zusätzlichen Eingänge stammen von Charles Holden. Die Aufzüge ersetzte man durch Rolltreppen, der nicht mehr benötigte Aufzugsschacht dient heute zur Belüftung. Wegen der Terroranschläge vom 7. Juli 2005 war der Stationsteil der Piccadilly Line einige Wochen lang geschlossen, am 4. August erfolgte die Wiedereröffnung.
In den oberen Stockwerken des als Transad House bekannten Terrakotta-Gebäudes befinden sich die Büros der Verwaltung der Northern Line. In den Jahren nach der Eröffnung war hier die Redaktion des Wisden Cricketers’ Almanack, noch heute kann man über einem der Eingänge ein aufgemaltes Wicket erkennen.